# Partidul Laburist (Regatul Unit)
Partidul Laburist (în engleză Labour Party) este un partid politic de centru-stânga în Regatul Unit, reunind o alianță de perspective social-democratice, democratic socialiste și sindicaliste.
Platforma partidului promovează o intervenție mai mare a statului, justiția socială și întărirea drepturilor angajaților. Partidul Laburist este un membru cu drepturi depline a Partidului Socialiștilor Europeni și al Alianței Progresiste și deține statutul de observator în cadrul Internaționalei Socialiste.
Începând din 2017, partidul a fost considerat „cel mai mare partid din Europa de Vest” în ceea ce privește numărul de membri, cu mai mult de jumătate de milion de membri.
Partidul Laburist a fost fondat în 1900, și a rezultat din mișcarea sindicală și din partidele socialiste din secolul al XIX-lea. Acesta a depășit Partidul Liberal și a devenit principala forță de opoziție față de Partidul Conservator la începutul anilor 1920, formând guverne minoritare sub conducerea lui Ramsay MacDonald în 1924 și din 1929 până în 1931. A făcut mai târziu parte din coaliția de război din 1940 până în 1945, după care a format un guvern majoritar sub conducerea lui Clement Attlee până în 1951. Partidul Laburist a ajuns la guvernare majoritară din 1964 până în 1970, sub conducerea lui Harold Wilson și din 1974 până în 1979, mai întâi sub conducerea lui Wilson și apoi a lui James Callaghan. Partidul Laburist a fost apoi la guvernare din nou din 1997 până în 2010 sub conducerea lui Tony Blair și Gordon Brown în timpul erei „Noilor Laburiști”, ales pentru prima dată cu o majoritate zdrobitoare de voturi de 179, care însă a fost redusă la 66 în alegerile din 2005. După trecerea în opoziție, partidul a fost condus de Ed Miliband din 2010 și Jeremy Corbyn din 2015.
După retragerea acestuia, conducerea a fost preluată de Keir Starmer, care a marcat o deplasare spre centrul spectrului politic, care a adus partidul la guvernare în 2024, după o victorie detașată la alegerile generale din acel an. Partidul Laburist este în prezent cel mai mare partid din Adunarea Națională pentru Țara Galilor, formând principalul partid din actualul guvern galez. Partidul este, de asemenea, al treilea cel mai mare din parlamentul scoțian.

## Ideologie
Partidul Laburist este considerat a fi rămas de centru-stânga. El a fost inițial format ca un mijloc pentru ca mișcarea sindicală să-și stabilească reprezentarea politică la Westminster. Acesta a obținut doar un angajament "socialist" cu constituția inițială a partidului din 1918. Acest element "socialist", clauza IV originală, a fost văzut de către cei mai puternici avocați ca un angajament direct față de "proprietatea comună" sau de naționalizare a "mijloacelor de producție, distribuție și schimb".
Deși aproximativ o treime din industria britanică a fost preluată în proprietate publică după cel de-al doilea război mondial și a rămas astfel până în anii 1980, dreptul partidului a pus la îndoială validitatea extinderii acestui obiectiv până la sfârșitul anilor '50. Influențat de cartea lui Anthony Crosland, "Viitorul socialismului" (1956), cercul din jurul liderului de partid Hugh Gaitskell a simțit că angajamentul nu mai era necesar. În timp ce o încercare de a elimina clauza IV din constituția partidului din 1959 a eșuat, Tony Blair, și "moderniștii" au văzut problema evitând potențiali alegători, și au fost de succes treizeci și cinci de ani mai târziu, doar cu opoziție limitată de la membrii superiori în partid.
Partidul la alegerile electorale nu a conținut termenul ’’socialism’’ încă din 1992. Noua versiune a Clauzei IV, deși afirmă un angajament față de socialismul democratic, nu mai angajează definitiv partidul în proprietatea publică a industriei: în locul său, susține "întreprinderea pieței și rigurozitatea concurenței", alături de " servicii publice de înaltă calitate ... fie deținute de public, fie responsabile de acestea ".
Din punct de vedere istoric, influențată de economia keynesiană, partidul a favorizat intervenția guvernului în economie și redistribuirea bogăției. Impozitarea a fost văzută ca un mijloc de a realiza o "redistribuire majoră a averii și veniturilor" în campania electorală din 1974. Partidul a dorit, de asemenea, drepturi sporite pentru lucrători și un stat de bunăstare care include asistență medicală finanțată din fonduri publice. De la sfârșitul anilor '80, partidul a adoptat politici de piață liberă, ceea ce a dus mulți observatori la descrierea Partidului Laburist ca social-democrat sau Centrism, mai degrabă decât socialist democratic. Alți comentatori merg mai departe și susțin că partidele tradiționale social-democrate din Europa, inclusiv Partidul Laburist britanic, au fost transformate atât de adânc în ultimii ani încât nu mai este posibil să le descriem ideologic ca "social-democratice" și să susținem că această schimbare ideologică a pus noi presiuni asupra relației tradiționale a Partidului Laburist cu sindicatele. Din punct de vedere istoric, în cadrul partidului, s-a făcut diferențiere între părțile social-democratice și socialiste ale partidului, acestea din urmă subscriind adesea unei ideologii radicale socialiste, chiar marxiste. 
În timpuri mai recente, un număr limitat de membri ai Parlamentului în Grupul de Campanie socialistă și în Comitetul de Reprezentare a Laburiștilor s-au văzut ca purtătoare standard pentru tradiția socialistă radicală, spre deosebire de tradiția socialistă democratică reprezentată de organizații precum Compass și revista Tribuna. Grupul Progress, fondat în 1996, reprezintă poziția centristă / Blair în partid și este opusă conducerii Corbyn.
În 2015, Jon Lansman a creat Momentum, ca o organizație de stânga după alegerea lui Jeremy Corbyn ca lider de partid. Mai degrabă decât să organizeze printre Partidul  Parlamentar Laburist, Momentum este o grupare de rang și fișiere cu un număr estimat de 40.000 de membri.

### Simboluri

Steagul roșu, a fost inițial steagul oficial și simbolul Partidului Laburist

Laburiștii au fost mult timp identificați cu roșu, o culoare politică afiliată tradițional cu socialismul și mișcarea laburistă. Înainte de logo-ul cu steagul roșu, partidul a folosit o versiune modificată a emblemei clasice din 1924 cu o lopată, o torță și o pană. În 1924, conducerea laburiștilor a inventat o competitie, invitând susținătorii să creeze un logo care să înlocuiască "menta polo" ca un motiv care a apărut anterior în literatura de partid. Varianta câștigătoare, inscripționată cu cuvântul "Libertare", pe un design care încorporează simbolurile unei torțe, o lopată și o pană, a fost popularizată prin vânzarea sa, sub formă de insigna, pentru un șiling. Conferința de partid în 1931 a aprobat o inițiativă "Că această conferință adoptă culori de partid, care ar trebui să fie uniforme în întreaga țară, culorile să fie roșii și aurii".  De la întemeierea partidului, steagul roșu a fost simbolul oficial al Partidului Laburist; steagul era asociat cu socialismul și revoluție vreodată din 1789, Revoluția Franceză și revoluțiile anului 1848. Trandafirul roșu, simbol al democrației sociale, a fost adoptat ca simbol al partidului în 1986 ca parte a unui exercițiu de rebranding și este acum încorporat în logo-ul partidului.
Steagul roșu a devenit o sursă de inspirație care a dus la compoziția "Steagul roșu", imnul oficial al partidului de la înființare, cântat la sfârșitul conferințelor de partid și în diverse ocazii, cum ar fi parlamentul din februarie 2006, pentru a marca centenarul fondării Partidului Laburist. În timpul Noului Partid Laburist, au fost făcute încercări de a reduce rolul cântecului,  oricum însă acesta încă rămâne  în uz. Cântecul patriotic Ierusalim, bazat pe poemul lui William Blake, este, de asemenea, cântat frecvent.

## Constituție și structură
Partidul Laburist este o organizație, alcătuită din membri individuali și Partide ale muncii din circumscripția electorală, sindicate afiliate, societăți socialiste și Partidul Cooperativ, cu care are un acord electoral. Membrii care sunt aleși în funcții parlamentare participă la Partidul Parlamentar Laburist (PLP) și la Partidul Laburist European (EPLP). Organele de decizie ale partidului la nivel național includ în mod oficial Comitetul Executiv Național (NEC), Conferința Partidului Laburist și Forumul de Politici Naționale (FNP) - deși în practică, conducerea parlamentară are ultimul cuvânt în politică. Conferința Partidului Laburist din 2008 a fost prima la care sindicatele afiliate și Partidul Laburist din circumscripția electorală nu aveau dreptul de a depune propuneri privind chestiuni contemporane care anterior ar fi fost dezbătute.  Conferințele Partidului Laburist includ acum mai multe adrese "keynote", spicheri invitați și sesiuni de întrebări și răspunsuri, în timp ce discuțiile specifice despre politică au loc acum în Forumul de Politici Naționale. Partidul Laburist este o asociație neîncorporată fără personalitate juridică separată, Cartea cu Regulamentul Partidului Laburist reglementează în mod legal organizarea și relația cu membrii. Secretarul General reprezintă partidul în numele celorlalți membri ai Partidului Laburist în orice chestiuni sau acțiuni legale.

### Apartenența și susținătorii înregistrați

Un grafic care arată componența Partidului Laburist, cu excepția membrilor și susținătorilor afiliați, între anii 1928-2018

În august 2015, înainte de alegerile de conducere din 2015, Partidul Laburist a raportat 292.505 membri cu drepturi depline, 147134 suporteri afiliați (în majoritate din sindicate afiliate și societăți socialiste) și 110.827 susținători înregistrați; un total de aproximativ 550.000  de membri și susținători. Începând cu decembrie 2017, partidul avea aproximativ 552.000 membri cu drepturi deplinine, făcându-l cel mai mare partid politic din Europa de Vest. În consecință, taxele de membru au devenit cea mai mare componentă a veniturilor partidului, depășind donații ale sindicatelor, care aveau anterior o importanță financiară majoră, și în 2017 transformând Partidul Laburist în cel mai bun partid politic britanic din punct de vedere financiar.
Timp de mai mulți ani, Partidul Laburist s-a ținut de politica de a nu permite locuitorilor din Irlanda de Nord să solicite statutul de membru,  sprijinind în schimb Partidul Social Democrat și Laburist (SDLP), care în mod informal preia organizarea parlamentară a  Partidului Laburist în Camera Comunelor. Conferința Partidului Laburist din 2003 a acceptat consilierea juridică că partidul nu a putut continua să interzică aderarea locuitorilor provinciei și, în timp ce Executivul Național a înființat un partid regional de circumscripție, încă nu a fost de acord să contesteze alegerile de acolo. În decembrie 2015, o reuniune a membrilor Partidului Laburist din Irlanda de Nord a decis în unanimitate să contesteze alegerile pentru Adunarea Irlandei de Nord, care a avut loc în mai 2016.

### Sindicat
Organizația de Legătură a Sindicatului și a Partidului Laburist este structura de coordonare care sprijină activitățile de politică și de campanie ale membrilor sindicali afiliați din cadrul Partidului Laburist la nivel național, regional și local.
Așa cum a fost înființată de sindicate pentru a reprezenta interesele oamenilor din clasa muncitoare, legătura Partidului Laburist cu sindicatele a fost întotdeauna o caracteristică definitorie a partidului. În ultimii ani această legătură a intrat sub presiune, Uniunea Muncitorilor Căilor Ferate, Maritime și Transport, fiind expulzată din partid în 2004 pentru a permite filialelor sale din Scoția să se afilieze la Partidul Socialist Scoțian stâng. Alte sindicate au înfruntat, de asemenea, apelurile membrilor să reducă sprijinul financiar pentru partid  și să caute o reprezentare politică mai eficientă pentru opiniile lor privind privatizarea, reducerea cheltuielilor publice și legile anti-sindicale. Uniunea și Sindicatele au amenințat că vor retrage fonduri din partea parlamentarilor din circumscripția electorală, și Dave Prentis de la UNISON a avertizat că uniunea va scrie "nu mai sunt cecuri goale" și este nemulțumit de "hrănirea mâinii care ne bate". Finanțarea din partea Uniunii a fost reproiectată în 2013 după controversa de selecție a candidaților din Falkirk. Uniunea Brigăzilor de Pompieri, care "a rupt legăturile" cu Partidul Laburist în 2004, s-a alăturat iarăși partidului sub conducerea lui Corbyn în 2015.

### Afiliere europeană și internațională
Partidul Laburist este membru fondator al Partidului Socialiștilor Europeni (PSE). 20 de deputați din Parlamentul European al Partidului Laburist fac parte din Alianța Progresistă a Socialiștilor și Democraților (S & D), al doilea cel mai mare grup din Parlamentul European. Partidul Laburist este reprezentat de Emma Reynolds în cadrul Președinției PSE. 
Partidul a fost membru al Organizației Internaționale Laburistă și Socialistă între 1923 și 1940. Din 1951, partidul a fost membru al Internaționalei Socialiste, care a fost fondată datorită eforturilor conducerii lui Clement Attlee. Cu toate acestea, în februarie 2013, Partidul Laburist NEC a decis să reducă participarea la statutul de membru al observatorului "din perspectiva preocupărilor etice și să dezvolte cooperarea internațională prin noi rețele". Partidul Laburist a fost membru fondator al Alianței Progresiste Internaționale, înființată în cooperare cu Partidul Social Democrat din Germania și alte partide social-democrate, la 22 mai 2013.

## Premieri

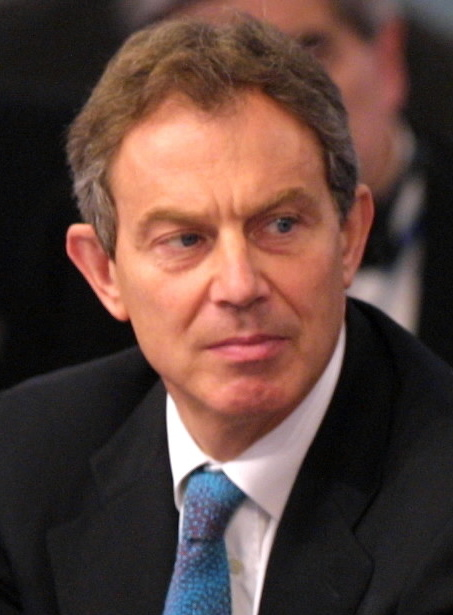
Tony Blair

- 1945–1951: Clement Attlee
- 1964–1970: Harold Wilson
- 1974–1976: Harold Wilson
- 1976–1979: James Callaghan
- 1997–2007: Tony Blair
- 2007–2010: Gordon Brown
- 2024–prezent: Keir Starmer